# Halowe Mistrzostwa Europy w Lekkoatletyce 1972 – sztafeta 4 × 2 okrążenia kobiet
Sztafeta 4 × 2 okrążenia kobiet – jedna z konkurencji biegowych rozgrywanych podczas halowych lekkoatletycznych mistrzostw Europy w hali Palais des Sports w Grenoble. Rozegrano od razu bieg finałowy 12 marca 1972. Długość jednego okrążenia wynosiła 180 metrów. Zwyciężyła reprezentacja Republiki Federalnej Niemiec. Tytułu z poprzednich mistrzostw nie obroniła sztafeta Związku Radzieckiego, która tym razem zdobyła srebrny medal.

## Rezultaty

### Finał
Rozegrano od razu bieg finałowy, w którym wzięły udział 3 sztafety.

Opracowano na podstawie materiału źródłowego.
| Miejsce | Reprezentacja | Zawodniczki                                                                   | Czas   |
| ------- | ------------- | ----------------------------------------------------------------------------- | ------ |
| 1       | RFN           | Rita Wilden, Erika Weinstein, Christel Frese, Inge Bödding                    | 3:10,4 |
| 2       | ZSRR          | Natalja Czistiakowa, Ludmyła Aksionowa, Lubow Zawjałowa, Nadieżda Kolesnikowa | 3:11,2 |
| 3       | Francja       | Madeleine Thomas, Bernadette Martin, Nicole Duclos, Colette Besson            | 3:11,3 |